# Metafizyka, Fizyka, Yka
Metafizyka, Fizyka, Yka (także Metafizyka/Fizyka/Yka) – cykl prac polskiego artysty współczesnego Jarosława Kozłowskiego, należący do nurtu sztuki konceptualnej, na który składają się fotografie, plansze i dźwięk. Cykl wystawiany był po raz pierwszy w 1972 i 1974 roku w warszawskiej Galerii Foksal.
Praca Kozłowskiego, opisywana w literaturze jako tryptyk, składa się z następujących części:
1. Metafizyka – czarno-biała pionowa fotografia przedstawiająca wnętrze pokoju w mieszkaniu. W pokoju znajdowały się meble (łóżko, telewizor, stół, szafa), okno, obraz na ścianie, wazon itp., które artysta ponumerował od 1 do 24, przy czym numer 10 (klucze) i 21 (ściana) powtarzają się[1]. Zdjęcie było wystawione w Galerii Foksal 25 listopada 1972 roku[2].
2. Fizyka – ta sama fotografia, jednak wywołana w taki sposób, by przedstawiała dużą jasną plamę w otoczeniu czerni[1]. Do  zdjęcia artysta dołączył 74 tabliczki zawierające zdania złożone, zbudowane zgodnie z zasadami logiki formalnej Jana Łukasiewicza[3]. Zdania proste, wchodzące w skład tych zdań złożonych, opisują pokój przedstawiony na fotografii nr 1. Ta część była zaprezentowana po raz pierwszy w Galerii Foksal 16 lutego 1974 roku[4].
3. Yka – same numerki na białej planszy, bez fotografii. Do tej części autor dodał odczytywany przez siebie[1] tekst nagrany na magnetofonie – proste zdania oznajmujące i pytające w czterech językach, np.: 1) Co to jest? To jest pokój. Czy to jest pokój? 2) Co to jest? To jest podłoga. Czy to jest podłoga? itd.[5] Tę część zaprezentowano zaraz po Fizyce, także w Galerii Foksal, 27 kwietnia 1974 roku[4].

Tryptyk jest klasycznym przykładem polskiego konceptualizmu, doczekał się omówień w wielu publikacjach, w tym zagranicznych. Według Tony’ego Godfreya, autora pracy Conceptual Art (1998), tryptyk porusza kwestię nie tylko tego, w jaki sposób pojmujemy otaczającą rzeczywistość, ale także zwraca uwagę na zależność między obrazowym a językowym jej rozumieniem. Kozłowski postawił pytanie nie tylko o relację między znakiem a desygnatem, ale także o granicę przedmiotów, pozwalającą wyodrębnić je z otoczenia. Nawiązał tym samym do geometrii bezpunktowej – pojęcia filozoficznego Stanisława Leśniewskiego.
Według Piotra Piotrowskiego sztuka konceptualna, w tym także Metafizyka, Fizyka, Yka była wystąpieniem przeciwko malarstwu olejnemu kolorystów (pejzaże, martwa natura, akty), a więc przeciwko oficjalnemu nurtowi w sztukach plastycznych, wspieranemu i promowanemu przez władzę Polski Ludowej w latach 70. XX w.